# آيت وسيف وتلامت (إدا وڭيلال)
آيت وسيف وتلامت هي إحدى مشيخات المملكة المغربية، تتبع جغرافيا لإقليم تارودانت وإداريًا لإدا وڭيلال. يقدر عدد سكانها بـ 6416 نسمة حسب الإحصاء الرسمي للسكان والسكنى لسنة 2004.